# 大地の子守歌

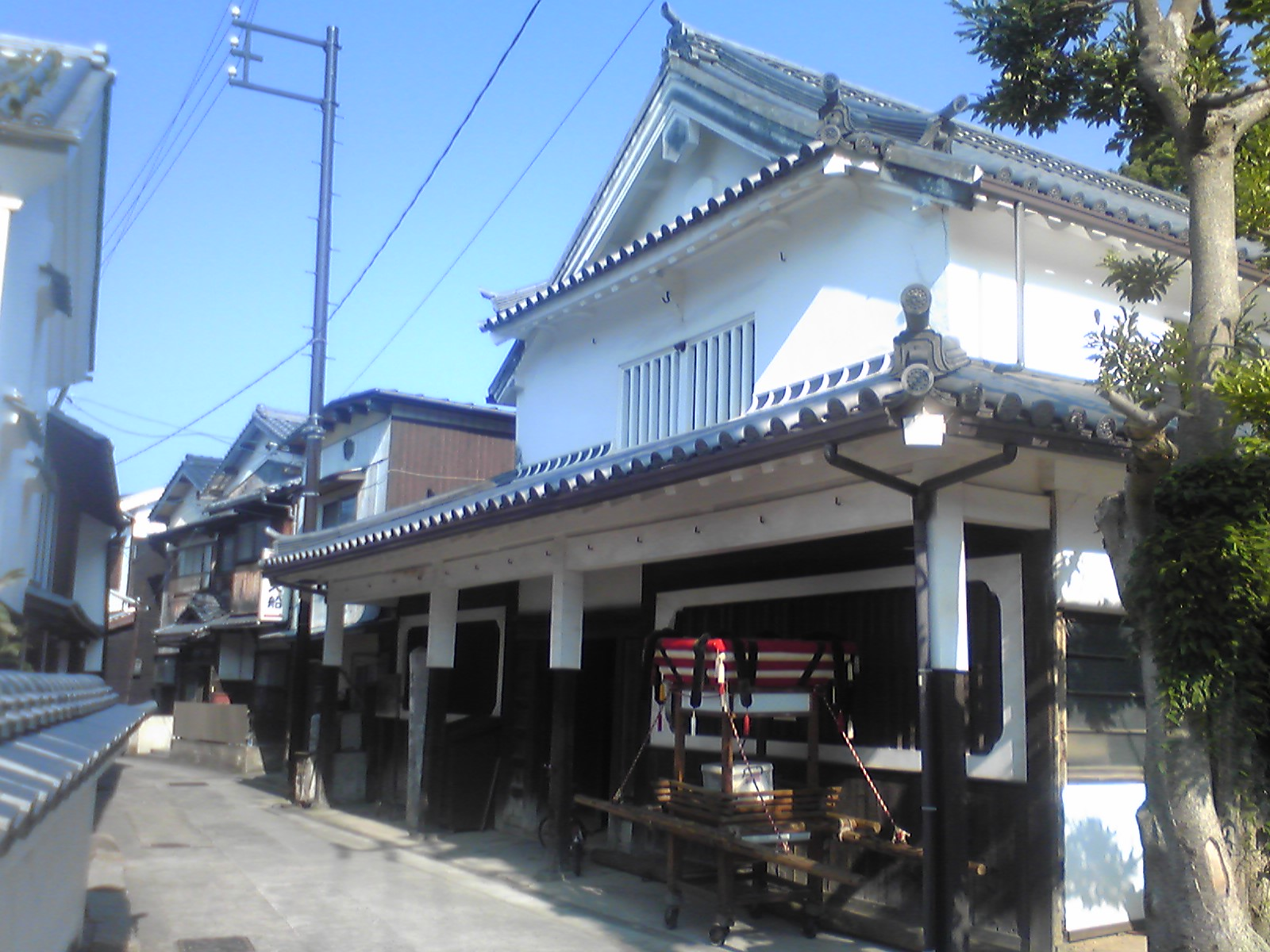
御手洗に残る茶屋跡「若胡子屋跡」

『大地の子守歌』（だいちのこもりうた）は、日本の小説家・素九鬼子の1974年の小説、およびそれを原作とした1976年の日本映画。
『旅の重さ』で覆面作家として文壇デビューした素の長編三作目。瀬戸内海の島へ娼婦として売られた少女の地獄と救いとが描かれる。素は二作目の『パーマネントブルー』、本作、四作目『ひまやきりしたん』が3年連続で直木賞候補となった。『パーマネントブルー』も『パーマネント・ブルー 真夏の恋』というタイトルで、秋吉久美子主演、山根成之監督で映画化されている。

## ストーリー
四国・石鎚の山奥でばばと二人で暮らしていた13歳の少女りんはばばが死んで、海を見たいという欲望にかられて女衒について行き、騙されて瀬戸内海の島・御手洗に売られる。島でりんを待っていたのは売春婦という少女にとってはあまりのも惨い現実。ばばの墓が建ててやれる、美しい海が見られるという幼い夢は無残に裏切られた。島には陸での売春と別に「おちょろ舟」を漕ぎ出して沖に停泊する船での売春があった。売春防止法施行まで「おちょろ舟」は瀬戸内海で栄えていた。舟さえ漕げればいつかきっと島を脱出できるとりんはおちょろ舟の漕ぎ手を志願した。しかし初潮を見た日、りんは客をとらされた。りんは狂ったように働き、りんの身体の上を数え切れぬ荒くれ男が通り過ぎてゆく。島で知り合った少年との淡い恋も散った。やがて視神経を冒され盲目になってしまう。

## 映画
1976年6月12日公開。主演・原田美枝子、監督・増村保造、脚本・白坂依志夫。 行動社・木村プロ製作、松竹配給。苛酷な境遇を力強く生きる少女を原田美枝子が体当たりで演じ、同年の多くの映画賞を獲得した。また田中絹代の遺作でもある。

### スタッフ
- 製作会社：行動社[9]、木村プロ[10][11]
- 製作：藤井浩明・木村元保
- 監督：増村保造
- 原作：素九鬼子
- 脚本：白坂依志夫
- 撮影：中川芳久
- 美術：間野重雄
- 音楽：竹村次郎
- メインテーマ：加藤登紀子[9]
- 録音：太田六敏・宮下光威
- 照明：福富精治
- 編集：中静達治
- 助監督：近藤明男

### キャスト
- りん：原田美枝子
- 正平：佐藤佑介
- ばば：賀原夏子
- 茂太郎：灰地順
- さだ：堀井永子
- あさ：中川三穂子
- はる：千葉裕子
- みつ：渡部真美子
- きみ：野崎明美
- 佐吉：木村元
- 源蔵：山本廉
- 清助：加藤茂雄
- 医者：今井和雄
- 佐吉の妻：由起艶子
- 伝導師：岡田英次
- 若い女：梶芽衣子
- 農婦：田中絹代

### 製作

#### 企画
企画は「行動社」のプロデューサー・藤井浩明。行動社は、藤井が大映倒産後に増村、白坂依志夫と共に作った独立プロで、行動社の二作目の企画を探していた時、本作の出版予告を見て、筑摩書房に頼み、ゲラを読ませてもらい映画化を決めた。増村も白坂もすぐに乗ってきたという。行動社は金がないため、木村元保が製作費を出した。木村元保は鉄工所の経営者で、映画好きの素人だったが、高林陽一監督が1975年にATGで『本陣殺人事件』を撮ったことに刺激され、自分なりの企画を映画にしたいと映画製作者となり、藤井プロデューサーと知り合い、藤井から協力を得て、数十本の企画から本作を選び、本作クランクインと同時に木村プロを設立し、第一回作品として製作を決めた。製作が開始されても配給会社は決まっていなかったが、完成作品を松竹に見せて、7年間の興行売り上げパーセンテージ方式の契約を交わし、松竹での配給が決まった。　

#### キャスティング
原田美枝子は小さなときから本を読むのが好きで、高校一年生16歳のとき『大地の子守歌』を読んで感激した。自分とは全然境遇は違うが主人公のりんの強さに強く惹かれた。この話が原田の所属事務所・サンミュージックの市山達巳マネージャーから、藤井、増村、白坂の三人に伝わり、それはもう運命だろうと原田はまだ映画界では無名であったが、未知の少女に賭けてみようと決まった。原田はNHK連続テレビ小説『水色の時』や『ほおずきの唄』（NTV）の出演で人気を上げ、映画公開当時には走る度に豊かな胸が揺れるサントリーのジュース『オレンジ50』のCMでオジサマ族を悩殺し、お茶の間人気を高めていた。
原田は渋谷パルコの喫茶店で増村から出演オファーを受けた。難役をどうこなすかは、原田の今後の転機になるだろうと見られた。撮影時は17歳と見られるが、幼い顔にアンバランスな豊満な乳房を折檻シーンなどで披露する。年齢に配慮してか、お客との濡れ場シーンはない。また他の遊女の濡れ場シーンも映さない。
田中絹代は藤井と親交があったことから手弁当での出演。映画公開後に入院し、藤井がブルーリボン賞作品賞の賞状と感謝の手紙を持ってお見舞いに行ったら、既に生死の境をさまよっていてそれを見せることは出来なかったという。白坂が行動社はお金がなく俳優もほとんど無名と話していることから、岡田英次と梶芽衣子も付き合いでの出演と見られる。
広島出身の灰地順が、りんが売られる待合茶屋の主人を演じ、方言指導も兼ねており（オープニングクレジットのスタッフロール表記）、9割以上を占める御手洗の登場人物の話す言葉は、比較的違和感のない広島弁となっている。

#### 脚本
白坂衣志夫は子供のとき疎開先で苛められて、以来田舎が嫌いで、東京からほとんど出たことがなく、原作を渡され「何これ！田舎じゃん」と拒否反応があったが、原作を読んだらとても面白く「田舎にアタックしよう」と脚色を決意した。元々、シナハンに行かずに脚本を書くため、本作は金もなく、作品の舞台である四国や御手洗には行かず、地図を見ながら想像で脚本を書いた。白坂の脚本を増村が現場で直す形。原作者の素九鬼子からは「映画というのは小説とは全く別のものだから、お好きにどうぞ」と言われた。白坂は「原作は箸にも棒にも掛からないものがほとんどなんで、よく目茶苦茶に直して、原作者から抗議されて文藝家協会に提訴されたこともあります。だけど、一流の小説家は何も言いませんね。二流以下になるとうるさい。ことに女流作家がうるさいです」などと述べている。脚本執筆は1975年夏。白坂が土着性の強い作品を手掛けるのは初めてで、脚本は原作より戦闘的になった。影響を与えたのは当時、迫真の説得力でテレビに出まくっていた中ピ連の榎美沙子だという。

#### 演出
増村も原作者の素と会い、素から小説の舞台である島や四国遍路の話を聞いた。増村は原作を読んだ時、「こんなに強烈で自我を貫いた女性が昭和10年頃の瀬戸内海に存在したのか？」と疑問に思った。中国地方、瀬戸内海、四国地方と、ロケハンし、行く先々で宿屋や茶店、通りすがりの若い娘と話し、西日本の女性が活気に満ちて、自己主張が激しく、勇壮なバイタリティーに溢れていることを知った。増村は「今まで日本人には真の個人性、真の独立と自由はないと思い、これまで強烈な自我を主張する西欧型の女性ばかりを飽かず不断に描き続けてきた。しかし素九鬼子の"りん"を発見して、もはや、そんな必要は全くない気がした。自主独立の女性は日本にも存在する。その女性さえ描き抜けば、近代的な人間の理想像は十分に表現できる。『大地の子守歌』と、その勇敢な女主人公"りん"を描くことによって、私もまた、自分の監督生活の良き曲り角にしたい」と演出に挑んだと話している。

#### 撮影記録
撮影は3ヶ月。増村の演出はワンカットごとに「もっと強く」「もっと激しく」「もっと悲しく」とリハーサルを何十回も繰り返し、原田は「疲れた」と話している。主舞台は、広島県呉市の大崎下島御手洗であるが、当地での撮影は行われず、島のシーンは岡山県下津井でロケが行われた。スタジオ撮影は東京映画撮影所。撮影は四国・瀬戸内ロケ→スタジオ撮影→東京八王子ロケの順に行われた。　

### 受賞歴
- 第50回キネマ旬報賞
  - 日本映画ベスト・テン第3位
  - 読者選出日本映画第2位
  - 主演女優賞：原田美枝子（『青春の殺人者』と合わせて）
- 第19回ブルーリボン賞
  - 作品賞
  - 新人賞：原田美枝子
- 第1回報知映画賞
  - 新人賞
- 第31回毎日映画コンクール
  - 美術賞

### 影響
- 1985年公開の黒澤明監督『乱』での原田美枝子楓の方役は、黒澤が本作の原田の演技に感心してのキャスティング[7]。
- 原田は撮影後、増村監督から4つのことを守りなさいと言われた。一つがマネージャーの言うことをまず聞きなさい、二つ目はくだらない恋愛をしないこと、三つ目が自分と同世代の監督を見つけなさいで、四つ目は忘れた。増村は「自分は24歳のとき、17歳の若尾文子を引き受けて、共に育っていけた」という話をしてくれた。原田は「自分にとっての監督っていうのは誰なんだろう」とずっと捜していて、同世代にはあまり見当たらず、「12歳も違うけどゴジ（長谷川和彦）だろうなと思っていたが、2本しか撮らないんで一緒に育つことが出来なかった」と話している[7]。

### 同時上映
- 『喜劇 大誘拐』
  - 主演：森田健作 / 監督：前田陽一 / 脚本：瀬川昌治・永井素夫・前田陽一 / 松竹作品